# Худолей, Константин Константинович
Константи́н Константи́нович Худоле́й (род. 30 мая 1951 года, Ленинград, РСФСР, СССР) — советский и российский историк, специалист по политической истории Европы, истории международных отношений и современной внешней политике России. Доктор исторических наук, с 1994 года профессор, декан факультета международных отношений СПбГУ с 1994 по 2010, заведующий кафедрой европейских исследований (с 1996 г.) и с 2007 по 2011 год проректор по международным связям, заместитель председателя Учёного совета и Сената СПбГУ (2007—2012 гг.), председатель Учёного совета факультета международных отношений. С 2011 по 2012 год занимал должность проректора по организации работы Учёных советов. Член совета Университета ООН (2010—2016 гг.)

## Биография
В 1968—1973 гг. — студент исторического факультета ЛГУ, в 1973—1991 годах — ассистент и доцент там же.
В 1990—1993 годах был народным депутатом Санкт-Петербургского (Ленинградского) городского совета.
В 1991—1994 гг. — профессор, заведующий кафедрой политической истории Ленинградского (Санкт-Петербургского) государственного университета.
С 1994 г. — заведующий кафедрой Европейских исследований СПбГУ.
В 1994—2010 гг. — декан Факультета международных отношений СПбГУ, председатель Ученого совета факультета.
В 2007—2011 г. — проректор по международным связям СПбГУ. В 2008 г. был кандидатом на пост ректора СПбГУ, но снял свою кандидатуру перед выборами.
В 2008—2012 гг. — заместитель председателя Ученого совета и Сената СПбГУ.
В 2010 году покинул пост декана факультета международных отношений в связи с административной реформой, сохранив за собой пост проректора по международным связям, затем освободил эту должность и стал проректором по организации работы Учёных советов. В сентябре 2012 г. ушёл с должности проректора по организации Ученых советов по собственному желанию.
Решением Генерального секретаря ООН Пан Ги Муна и Генерального директора ЮНЕСКО Ирины Боковой назначен членом Совета престижного Университета ООН на период 2010—2016 гг. в качестве единственного гражданина с российским гражданством.
В 2007—2013 гг. являлся членом российского координационного комитета российско-германского форума «Петербургский Диалог», проводимого под патронатом Президента Российской Федерации и Федерального канцлера ФРГ. В период с 2009—2012 гг. — ответственный секретарь комитета, с 2010 г. по 2013 г. — руководитель рабочей группы «Политика».
C 2009 г. — член российского координационного комитета форума «Диалог Россия — Республика Корея», проводимого под патронатом Президентов Российской Федерации и Республики Корея (заместитель председателя комитета, руководитель рабочей группы «Политика и международные отношения»).
С 2014 г. — Почётный председатель объединения выпускников факультета международных отношений СПбГУ.
Научный руководитель 33 аспирантов и соискателей, в том числе пяти иностранных граждан (Албания, Афганистан, Ирак (Курдистан), Нигерия и Словакия); научный консультант двух докторов наук, успешно защитивших диссертации по историческим и политическим наукам.
Членство в профессиональных организациях:
- Российская ассоциация международных исследований
- Ассоциация европейских исследований (Россия)

Членство в редколлегиях:
- Член редколлегии журналов «Вестник Санкт-Петербургского университета. Серия „Международные отношения“», «Мировая экономика и международные отношения», «Балтийский регион»; «Stosunki miedzynarodowe» (Польша), «Вестник Российского государственного университета им. Иммануила Канта. Серия „Гуманитарные науки“»;
- Editorial Advisory Board, Kalinda Institute of Indo-Pacific Studies (India).
- член редакционного совета журналов «Космополис» и «Евразийская интеграция: экономика, право, политика»;

Общественная деятельность:
- Член Российского совета по международным делам[4]
- Член Центрального правления Российской Ассоциации содействия ООН[5]
- Член российского координационного комитета Форма гражданских обществ «Диалог Россия — Республика Корея» (руководитель группы «Политика и международные отношения», в 2009—2013 гг. также заместитель председателя комитета)[6][7]
- — Член российского координационного комитета Форума гражданских обществ России и Германии «Петербургский диалог» (2007—2013 гг.), (в 2009—2012 гг. ответственный секретарь комитета, в 2010—2013 гг. руководитель рабочей группы «Политика»).

Экспертная деятельность:
- Член научного и экспертного совета при Совете Безопасности Российской Федерации;
- эксперт международного дискуссионного клуба «Валдай»[8]; был экспертом Национального совета по исследованию БРИКС;
- консультирует различные правительственные и неправительственные организации.

## Награды
- Орден Дружбы (2008)
- Медаль ордена «За заслуги перед Отечеством» II степени (2002)
- Кавалер ордена Заслуг перед Республикой Польша (Польша, 2012)[9][10]

### Памятные медали и почётные знаки
- Медаль «В память 300-летия Санкт-Петербурга» (2003)
- Медаль Совета Безопасности Российской Федерации «За заслуги в укреплении международной безопасности» (2014)
- Юбилейный нагрудный знак «XX лет комитета по международным делам Совета Федерации Федерального собрания Российской Федерации» (2014 г.)
- Почётный знак Совета Безопасности Российской Федерации (2012)
- Почётные знаки «Почётный работник высшего профессионального образования Российской Федерации» (1999)
- Почётный знак Представительства Министерства иностранных дел в Российской Федерации в Санкт-Петербурге (2011)
- Памятный знак «Министерство иностранных дел Российской Федерации. 200 лет» (2002)
- Почётный знак Факультета международных отношений Санкт-Петербургского государственного университета № 1
- Памятная юбилейная медаль «В ознаменование 15-летия парламентаризма в Санкт-Петербурге»
- Медаль «За отличие в развитии предпринимательства» (Санкт-Петербургская торгово-промышленная палата, 2014)

### Почётные грамоты и дипломы
- Почётная грамота Совета Федерации (2011)
- Почётная грамота Государственной Думы (2011)
- Почётная грамота Министерства иностранных дел Российской Федерации (2004)
- Почётный диплом Законодательного собрания Санкт-Петербурга (2011)
- Благодарность Председателя Совета Федерации Федерального собрания (2011)
- Благодарность Санкт-Петербургского Государственного Университета (1999)
- Диплом Санкт-Петербургской торгово-промышленной палаты (2011)
- Почётная грамота Представительства Министерства иностранных дел Российской Федерации в Санкт-Петербурге (2014 г.)
- Почётная грамота Генерального консульства Азербайджанской республики в Санкт-Петербурге (2014 г.)
- Почётная грамота Санкт-петербургской Ассоциации международного сотрудничества (2015 г.)

### Премии
- Премия Правительства Санкт-Петербурга за инновации в сфере образования (2010) (совместно с И. Н. Новиковой и Д. А. Ланко)
- Премия за лучшую научную работу молодых учёных ЛГУ (1984)

## Основные труды
- The Russian Foreign Policy in the Pacific Region (1985—2015) (Раздел в монографии) Asia-Pacific Region between 1985—2015, A. Jarczewska, J. Zajączkowski (ed.), Warszawa 2016 рр. 253—273 1.8 п.л.
- Россия и европейская интеграция: прошлое, настоящее, будущее (Раздел в монографии) Отношения России с Евросоюзом. // под редакцией С. Беленя, К. Худолея, Т. Романовой. Спб: Издательство СПбГУ, 2012—332 с. С. 31 — 62 2,7 п.л. (в соавторстве с Ю. Кузьминым, С. Ткаченко)
- Russia’s Asia Policy in 2030 (Раздел в монографии) Imagining Asia in 2030 : Trends, Scenarios and Alternatives. Editors: Ajey Lele and Namrata Goswami. New Delhi, Academic Foundation, 2011. p: 493—498. total 580 ISBN 81-7188-870-4. 0,76 п.л. ISBN 978-81-7188-870-2 (в соавторстве с Stanislav Tkachenko)
- Russia and the European Union: Partnership and Conflict Undefined (Раздел в монографии) The European Neighborhood after August 2008 / Vahur Made and Alexei Sekarev (Eds). — Republic of Letters — Publishing, Dordrecht, 2011. p. 199—232 1,9 п.л. (в соавторстве с Alexander V. Izotov)
- Russian Federation (Раздел в монографии) NATO at 60/ The Post-Cold War Enlargement and the Alliance’s Future. Edited by Anton Bebler. IOS Press, 2010, p. 117—131 NATO Science for Peace and Security series. 0,7 п.л.
- Russia and the West (Раздел в монографии) India-Russia Strategic Partnership: Common Perspectives / P.Stobdan (Ed). — Institute for Defence Studies and Analyses, New Delhi, 2010. p. 10-31 2,0 п.л.
- Россия и европейская интеграция: прошлое, настоящее, будущее (Раздел в монографии) Stosunki Rosji z Unią Europejską. Отношения России с Евросоюзом. // pod redakcją Stanisława Bielenia i Konstantina Chudolieja. Warszawa: Wydawnictwa Uniwersytetu Warszawskiego, 2009. —332 с. p. 36 — 64 2,7 п.л. (в соавторстве с Ю. Кузьминым, С. Ткаченко)
- Soviet foreign policy during the Cold War: the Baltic factor. The Baltic Question during the Cold War / Ed. By John Hiden, Vahur Made and David J. Smith. — Routledge, 2008. p. 56-72. 1,6 п.л.
- Russia, the EU and the Northern Dimension (Раздел в монографии) The Flexible Frontier: Change and Continuity in Finnish-Russian Relations / edited by Maria Lähteenmäki. — Aleksanteri Series 5/2007. p. 245—265. 1,9 п.л.
- Европейское сотрудничество — фактор стратегического развития Северо-Запада России. (Раздел в монографии) СПб.: Изд-во С.-Петерб. Ун-та, 2005. 274 с. 34,5 п.л./ в соавторстве с В. А. Жук, В. В. Ложко, Н. М. Межевичем, Л. П. Совершаевой, Е. В. Хазовой, А. М. Ходачек
- Russian-Baltic Relations — a View from Saint-Petersburg (Раздел в монографии) EU Enlargement and Beyond: The Baltic States and Russia / Helmut Hubel (ed)/ Berlin: Verlag Arno Spitz. 2002. p. 323—345. 2,2 п.л. Внутриполитическая борьба в Великобритании (1970—1974 гг.). Л., 1984. 159 с.

Учебники:
- Russian Foreign Policy. Macmillan International Higher Education. London: Red Globe Press, 2018. 297 p. (в соавторстве с Eric Shiraev)
- Глава 5. Ялтинско-Потсдамская система международных отношений // История международных отношений; под редакцией Н. А. Власова. — Москва : Издательство Юрайт, 2019. — с. 193—270
- Глава 5. Ялтинско-Потсдамская система международных отношений // История международных отношений; под редакцией Н. А. Власова. — Москва : Издательство Юрайт, 2016. — с. 193—270
- История Албании : учеб. пособие . — СПб. : Изд-во Санкт-Петербургского университета, 2005 . — 183 с.

Статьи в научных журналах:
- Худолей К., Колосков Е. Политика России на Балканах: современное состояние и перспективы // Мировая экономика и международные отношения. № 1, т. 65. 2021. С. 90-99.
- Konstantin Khudoley (2022) New Russia-West Confrontation: War of Attrition or Escalation?, Strategic Analysis, DOI: 10.1080/09700161.2022.2149980
- Международные отношения. Наука без метода? / (в соавторстве с И. Истоминым и А. Байковым) // Международные процессы, 2019, Том 17, № 2 (57), сс. 63-90
- Финская дилемма безопасности, НАТО и фактор Восточной Европы. (в соавторстве с Д. Ланко) // Мировая экономика и международные отношения, 2019 г., № 3 С. 13-20
- Russia and the USA : Cool War Ahead? // Teorija in Praksa, vol. 56, no. 1, 2019, pp. 98–117
- New trends in Russia’s foreign policy/ (в соавторстве с Eric Shiraev) // Baltic Rim Economies , N2, 2019. URL: https://sites.utu.fi/bre/new-trends-in-russias-foreign-policy/
- The ‘сool war’ in the Baltic Sea Region: consequences and future scenarios // Baltiс region. 2019. Vol. 11, № 3. P. 4—24.
- «Прохладная война» в регионе Балтийского моря: последствия и дальнейшие сценарии // Балтийский регион. 2019. Т. 11 № 3. Калинград: Изд-во РГУ им. И. Канта, 2019. С. 4-24.
- Корейский полуостров: шаги от пропасти // Россия в глобальной политике. N6, 2018. URL: https://globalaffairs.ru/number/Koreiskii-poluostrov-shagi-ot-propasti-19846
- Эволюция идеи мировой революции в политике Советского Союза: подъём и распад мировой системы социализма. Вестник Санкт-Петербургского университета. Политология. международные отношения, 2018 № 11(1), 53-85.
- Эволюция идеи мировой революции в политике Советского Союза: эпоха Коминтерна и социализма в одной стране. Вестник Санкт-Петербургского университета. Политология. международные отношения, 2017 № 10(2), 145—168.
- Брекзит: новый «старый» выбор Великобритании (в соавторстве с Н. Ереминой) // Современная Европа. 2017. No 3 (75). С. 28 — 36
- Highlights of the current state of international relations in Baltic Sea Region // Baltic Rim Economies. Pan-European Institute. Bimonthly Review, Issue No. 1, February 2017. p. 31. URL: http://www.utu.fi/en/units/tse/units/PEI/BRE/Documents/BRE_1_2017.pdf
- Россия и США: путь вперёд // Россия в глобальной политике, N15, 2017. URL: https://globalaffairs.ru/number/Rossiya-i-SShA-put-vpered-19120
- Russia and the U.S.: The Way Forward // Russia in Global Affairs, N15, 2017. URL: https://eng.globalaffairs.ru/number/Russia-and-the-US-The-Way-Forward-19263
- The Baltic sea region and increasing international tension // Baltiс region. 2016. Vol. 8, № 1. P. 4—16.
- Регион Балтийского моря в условиях обострения международной обстановки // Балтийский регион. 2016. № 1. Калинград: Изд-во РГУ им. И. Канта, 2016. С. 7-25.
- Russia’s Foreign Policy amid Current International Tensions. Teorija in Praksa, 2016 № 53(2), 388—408.
- Russia and the European Union: The Present Rift and Chances for Future Reconciliation // Stosunki Miedzynarodowe / International Relations. 2016 № 2, рр. 195—213
- Советско-албанский конфликт как одно из проявлений кризиса коммунистического блока // Клио, № 3 (99) 2015. С. 96-110
- Корейский кризис и политика России. // Мировая экономика и международные отношения, 2014 г., № 1 С. 63-71
- Советизация балтийских государств летом 1940 года и её последствия // Вестник Санкт-Петербургского ун-та. Сер.6: Философия. Культурология. Политология. Право. Международные отношения. 03/2013. Вып. 1. С. 94-110.
- Специфика балтийского нейтралитета в начальный период Второй мировой войны и политика СССР (сентябрь 1939 г. — июнь 1940 г.). // Вестник Санкт-Петербургского ун-та. Сер.6: Философия. Культурология. Политология. Право. Международные отношения. 2012 № 4, 109—120.
- Худолей, К. Балтийского нейтралитет и советский фактор в 1920—1930-е годы // Вестник Санкт-Петербургского ун-та. Сер.6: Философия. Культурология. Политология. Право. Международные отношения. 03/2012. Вып. 3. С. 88-103
- Худолей К. К. The Russian Federation and NATO: a Scenario for the Future (Ruska federacija in nato: scenarij za prihodnost) // Teorija in Praksa, vol. XLVIII, no. 5, September-October 2011, Ljubljana, pp. 1518–1529. ISSN 00403598

Статьи в сборниках научных работ:
- Russia’s interests and concerns over the Balkans Kosovo: independence, status, perspectives // Adjusting regional policies of ethnicity and borders edited by: Hylber Hysa and Dušan Janjić published by: A. Longo editore, 2011 p: 215—228 ISBN 978-88-8063-674-8,9 п.л.
- The Evolution of Views of the Russian Elite on Foreign Policy at the turn of the XXI century // Post-Cold War Challenges to International Relations / Ed. by Yuri Akimov and Dmitri Katsy. — Saint-Petersburg: Saint-Petersburg State University Press, 2006. p. 156—171. 1,5 п.л.
- Отношения России и Европейского Союза: новые возможности, новые проблемы // Russia and the European Union: New opportunities, new challenges (статья) Россия и Европейский Союз: переосмысливая стратегию взаимоотношений (под редакцией А. Мошеса). М.: Гендальф. 2003.С. 8-30.
- Rethinking the Respective Strategies of Russia and the European Union. Special FIIA — Carnegie Moscow Center Report (ed. Arkady Moshes). 2003. p. 8-30. 2,1 п.л.
- Политические и экономические последствия расширения Евросоюза для России и её Северо-западного региона. Politische und Wirtschafliche Folgen der EU — erweiterung Fur Russland und Seine Nordwestregion. // Европейская интеграция и Россия. СПб, Фонд Конрада Аденауэра — Балтийский исследовательский центр. 2003. С. 32-41. Europaische integration und Russland. St.Petersburg. 2003. p. 32-41.

Диссертации:
- Британские консерваторы: от «прогрессивного консерватизма» к «новым правым» (внутриполитический курс в середине 60-х — середине 70-х годов). Диссертация на соискание ученой степени доктора исторических наук. 07.00.03 Всеобщая история. ЛГУ, 1988
- Забастовка наоборот судостроителей Верхнего Клайда (1971—1972 гг.) и её влияние на антимонополистическую борьбу в Великобритании. Диссертация на соискание ученой степени кандидата исторических наук. 07.00.03 Всеобщая история. ЛГУ, 1978